# Покрајина Балкан
Покрајина Балкан, односно провинција Балкан или вилајет Балкан (туркм. Balkan welaýaty, Балкан велаяты, بلقان ولايتى), је једна од пет покрајина Туркменистана. Главни град покрајине је Балканабат.

## Географија
Провинција се налази на западу државе у близини Каспијског језера и његове слане лагуне Кара-Богаз Гол. Граничи се на северу са Казахстаном и Узбекистаном и на јужној страни са Ираном. Име је добила по планини Велики Балкан. Површина износи 138.500 км (око 28% целог Туркменистана), а број становника био је 2006. око 563.000.

## Демографија
Балкан је релативно хомоген у етничком смислу. Већину становништва чине Туркмени, а има и Узбека, Руса, Татара и других. Око 70% становништва живи у урбаним подручјима. Почетком 1990-их, велики број становника словенског порекла је напустио Балкан у потрази за послом.

## Административна подела
Балкански вилајет (тада Красноводска област) је формирана 1952. године, а реорганизована 1955. и 1973. Дели се на 6 округа:
- Берекетски
- Махтумкулијски
- Сердарски
- Туркменбашијски
- Есенкулијски (Гасанкулијски)
- Етрекски

У покрајини се налазе следећи градови
- Балканабад (бивши Небит-Даг)
- Кумдаг
- Туркменбаши (бивши Красноводск)
- Хазар (бивши Челекен)
- Сердар
- Берекет